# Witalij Werheles
Witalij Wiktorowytsch Werheles (ukrainisch Віталій Вікторович Вергелес, internationale Schreibweise Vitaliy Vergeles; * 15. November 1989 in Lwiw, Ukrainische SSR) ist ein ukrainischer Kanute.
Witalij Werheles war bei zahlreichen Kanurennsport-Wettbewerben erfolgreich. So errang er 2013 bei der Sommer-Universiade 2013 in Kasan Gold im C-4 Wettbewerb über 1000 m und Silber im C-4 Wettbewerb über 500 m.

## Ehrungen
Werheles erhielt 2013 vom ukrainischen Präsidenten den Verdienstorden 3. Klasse für seine sportlichen Leistungen bei der Weltsommeruniversiade in Kasan.